# Кенілворт (Нью-Джерсі)
Кенілворт (англ. Kenilworth) — місто (англ. borough) в США, в окрузі Юніон штату Нью-Джерсі. Населення — 8427 осіб (2020).

## Географія
Кенілворт розташований за координатами 40°40′39″ пн. ш. 74°17′22″ зх. д. / 40.67750° пн. ш. 74.28944° зх. д. (40.677420, -74.289341).  За даними Бюро перепису населення США в 2010 році місто мало площу 5,60 км², з яких 5,59 км² — суходіл та 0,01 км² — водойми.

## Демографія
Згідно з переписом 2010 року, у селищі мешкало 7914 осіб у 2841 домогосподарстві у складі 2102 родин. Було 2924 помешкання
Расовий склад населення:
| - 88,1 % — білих - 3,8 % — азіатів - 2,9 % — чорних або афроамериканців - 0,1 % — корінних американців - 3,3 % — осіб інших рас |

До двох чи більше рас належало 1,7 %. Частка іспаномовних становила 15,5 % від усіх жителів.
За віковим діапазоном населення розподілялося таким чином: 21,8 % — особи молодші 18 років, 62,6 % — особи у віці 18—64 років, 15,6 % — особи у віці 65 років та старші. Медіана віку мешканця становила 40,9 року. На 100 осіб жіночої статі у селищі припадало 93,9 чоловіків;  на 100 жінок у віці від 18 років та старших — 90,0 чоловіків також старших 18 років.
Середній дохід на одне домашнє господарство  становив 124 551 долар США (медіана — 97 279), а середній дохід на одну сім'ю — 111 348 доларів (медіана — 102 298). Медіана доходів становила 69 688 доларів для чоловіків та 48 938 доларів для жінок. За межею бідності перебувало 2,2 % осіб, у тому числі 0,0 % дітей у віці до 18 років та 2,7 % осіб у віці 65 років та старших.
Цивільне працевлаштоване населення становило 4174 особи. Основні галузі зайнятості: освіта, охорона здоров'я та соціальна допомога — 21,1 %, роздрібна торгівля — 16,0 %, виробництво — 13,3 %, науковці, спеціалісти, менеджери — 11,9 %.